# Arusha
Arusha è una città nel nord della Tanzania. È capoluogo del distretto urbano e della regione omonima e sede centrale dell'East African Community. Ha una popolazione di 617 631 abitanti (censimento del 2022), e si trova su un altopiano della Grande Rift Valley, fra la pianura di Serengeti, il cratere di Ngorongoro, il lago Manyara, la gola di Olduvai, il Tarangire National Park e il Kilimangiaro. Nello slang locale, Arusha viene chiamata anche A-town.

## Geografia e clima
Arusha si trova ai piedi del monte Meru. Il clima è relativamente fresco e secco.

## Storia
Sebbene Arusha sia diventata ufficialmente "città" solo il 1º luglio 2006, essa ha sempre rappresentato un importante polo soprattutto in campo diplomatico. Nel 1961, Arusha fu il luogo prescelto per la firma dell'accordo che sanciva l'indipendenza della Tanzania dal Regno Unito. Nella città furono in seguito elaborati e firmati altri documenti importanti, tra cui la Dichiarazione di Arusha (1967) e gli Accordi di Arusha (1993). Nel 1994 il Consiglio di sicurezza delle Nazioni Unite stabilì che ad Arusha si insediasse il Tribunale penale internazionale per il Ruanda.
Arusha dal 2004 è sede della Corte Africana dei Diritti umani. 

## Economia
La principale attività economica della regione è l'agricoltura, con grandi piantagioni di vegetali e fiori da cui si esportano prodotti di alta qualità verso l'Europa. La micro-agricoltura è stata colpita duramente dalla crisi del caffè ed è quasi esclusivamente agricoltura di sussistenza. Nella zona di Arusha si trovano anche diversi stabilimenti industriali che producono birra, pneumatici e farmaci.
A causa della sua posizione strategica fra i principali parchi della Tanzania (Ngorongoro, Serengeti, Manyara, Tarangire e Kilimangiaro), Arusha è un importante polo turistico. Vi si trovano numerosi tour operator, società che organizzano safari, hotel e lodge.

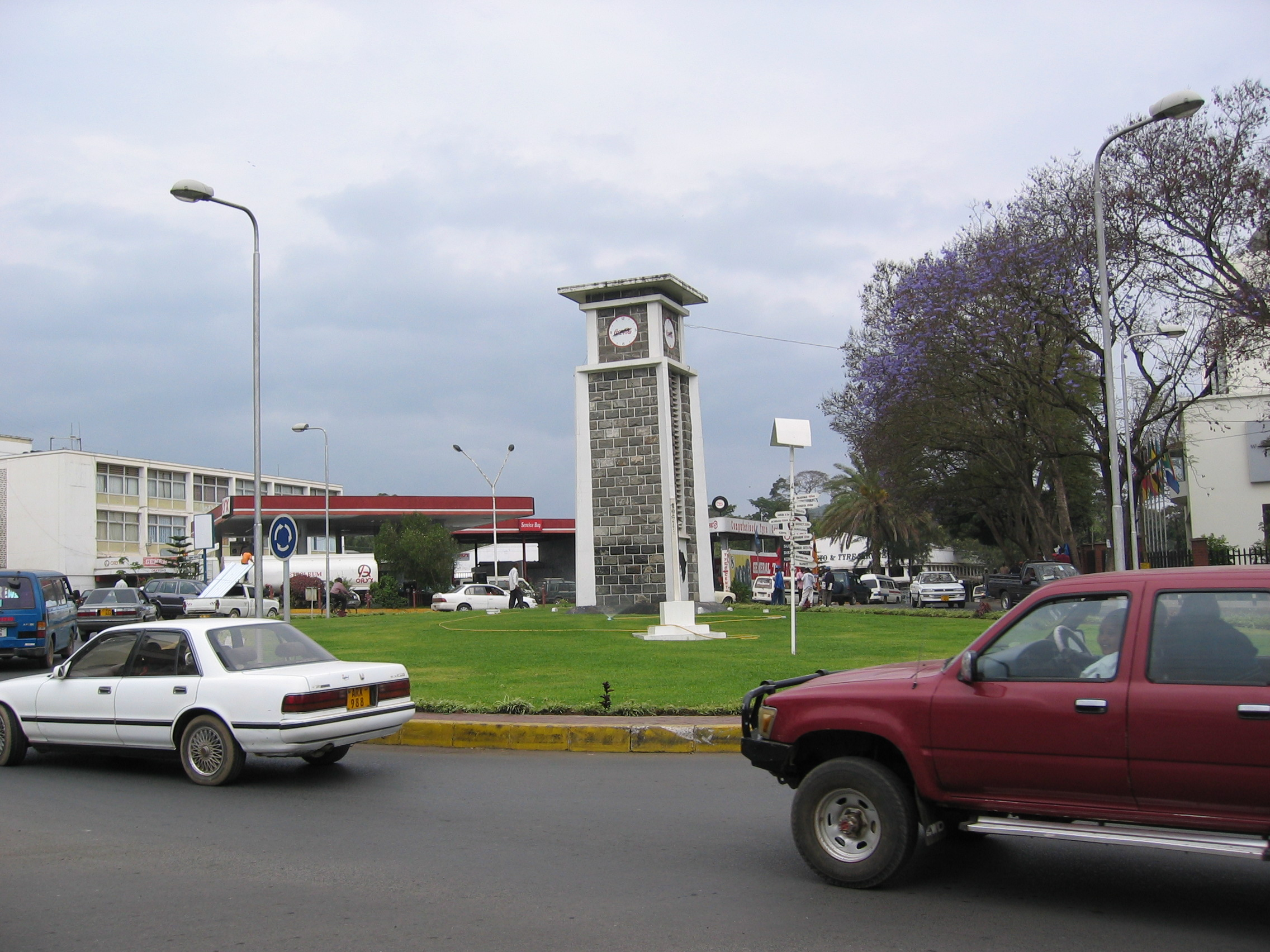
Il campanile di Arusha

## Quartieri
Fra i quartieri più importanti di Arusha ci sono la Central Business Area (la zona centrale degli uffici, dove si trova il campanile), Sekei (nella zona nordovest, zona residenziale con una vibrante vita notturna), Njiro (un sobborgo meridionale in rapida espansione) e Tengeru (un quartiere-mercato nella zona orientale).
Poco a nord della città si trova il villaggio di Longido, ai piedi del monte omonimo. È abitati principalmente da Maasai, e costituisce una tappa di alcuni itinerari turistici.

## Infrastrutture e trasporti
Arusha è servita dall'aeroporto internazionale del Kilimangiaro, situato a 60 km a est della città, più o meno a metà strada verso Moshi. L'aeroporto di Arusha ospita solo voli nazionali. Non esiste un servizio ferroviario per passeggeri ma frequenti pullman che collegano la città a Nairobi, Dodoma e Dar es Salaam.

## Cultura
Arusha è un importante centro per la musica africana, e in particolare per un genere hip hop locale detto Bongo Flava, che unisce elementi della tradizione Maasai e Swahili al rap occidentale. Fra i gruppi musicali più noti di Arusha si possono citare gli X Plastaz. Nella città è presente un'importante comunità indiana, che gestisce, tra l'altro, molti ristoranti.
Ci sono tre scuole internazionali in Arusha e dintorni: lo International School Moshi Arusha Campus, la Braeburn School e la St. Constantine's International School.

## Curiosità
- Il campanile di Arusha fu costruito circa a metà strada fra Il Cairo e Città del Capo, i due estremi del vecchio Impero britannico in Africa.
- Ad Arusha sono state girate le riprese del film del 1962 Hatari! di Howard Hawks, interpretato da John Wayne.

## Amministrazione

### Gemellaggi
- Kansas City (Missouri)
- Durham (Carolina del Nord)
- Mürzzuschlag